# STRIDE
STRIDE是微软的Praerit Garg和Loren Kohnfelder建立的威脅模型，目的是在找出電腦安全上的威脅。是六種安全威脅分類英文的字首組成的助憶詞。
這六種威脅是：
- 欺騙（Spoofing）
- 篡改（Tampering）：也就是資料修改
- 否認（Repudiation）
- 資訊泄露（Information disclosure），可能是私隱泄露（英语：data privacy）或是資料外洩
- 阻斷服務攻擊（Denial of service）
- 特权提升（Elevation of privilege）[4]

STRIDE一開始是設計作為威脅模型分析程序的部份。STRIDE是威脅模型，讓分析者可以理解威脅系統的方式，並設法找出威脅。STRIDE可以和目標系統的模型一起使用。分析過程會將程序、資料儲存、資料流及信任邊界（Trust boundaries）進行完整的拆解。
安全專家會用STRIDE來回答這個問題：「目前運作的系統中，哪些地方可能會有問題？」
每一個的威脅都會影響理想的系統屬性：
| 威脅     | 理想屬性 |
| -------- | -------- |
| 欺騙     | 身份验证 |
| 篡改     | 完整性   |
| 否認     | 不可否認 |
| 資訊泄露 | 保密     |
| 阻斷服務 | 可用性   |
| 特权提升 | 授權     |

## 有關威脅的說明
「否認」這個威脅比較特殊，在安全的觀點上這是威脅，但是在一些私用系統上，是系統希望要有的特性（例如Goldberg的不留记录即时通讯系統）。
特权提升（Elevation of Privilege）有時也會稱為escalation of privilege或privilege escalation。

## 外部連結
- Uncover Security Design Flaws Using The STRIDE Approach